# Mariä Geburt (Graben)
Die Kapelle Mariä Geburt ist eine römisch-katholische Kapelle in Graben im Landkreis Ravensburg in Oberschwaben.

## Name
Der Name der Kapelle Mariä Geburt in Graben erinnert an das christliche Fest der Geburt der Jungfrau Maria und drückt die Verehrung der Mutter Jesu aus.

## Lage
Die Kapelle befindet sich im Weiler Graben auf dem Haisterkircher Rücken, an der zentralen Kreuzung von Wegen nach Osterhofen, Eggmannsried und zur Grabener Höhe, auf einer Höhe von etwa 722 Metern über Normalhöhennull (m ü. NHN).

## Architektur
Die Kapelle präsentiert sich als Rechteckbau mit einer eingezogenen Chornische. Über dem geschwungenen Giebel erhebt sich ein Giebelreiter mit einer Glocke. Der Zugang erfolgt über eine Rundbogentür, und Rundbogenfenster belichten den Innenraum.

## Innenraum

### Ausstattung und Votivbilder
Die ältesten Stücke im Innenraum sind zwei Votivbilder an der Rückwand (1789, 1826), die Maria und den heiligen Sebastian zeigen. Sie zeugen von der erhofften und offenbar eingetretenen Hilfe der Heiligen („ex voto“). Die Darstellung Mariens könnte auf einer einstigen Muttergottesstatue in der Kapelle basieren, möglicherweise nach dem Vorbild des Gnadenbilds von Einsiedeln. Der heilige Sebastian ähnelt stilistisch der Figur in Haisterkirch.

### Figuren im Chorraum
An der rechten Chorwand steht eine Figur des heiligen Antonius von Padua, Patron bei Verlust von Gegenständen. Er wird jugendlich, barfüßig mit Jesuskind und Lilie dargestellt. Die linke Chorwand ziert eine Figur der seligen Guten Beth von Reute im Ordenshabit mit Kreuz, Rosenkranz und Buch, eine in der Region verehrte Mystikerin. Altar und weitere Elemente Auf dem Altar befinden sich ein barockes Kreuz sowie Vortrags- und Standkreuze. Eine Ehrentafel erinnert an die Gefallenen Grabens. Das Bild an der Rückwand zeigt die Krönung Mariens mit dem Erzengel Michael, dem heiligen Wendelin und dem heiligen Nikolaus. Der barocke Altar trägt zentral Maria mit Kind, flankiert vom heiligen Konrad (mit Kelch) und dem heiligen Josef (mit Winkel und Lilie). Oberhalb sind das Auge Gottes und Engelchen zu sehen. Eine Vermutung besagt, dass ein früherer Altar eine „Himmelskönigin“-Figur nach dem Vorbild von Einsiedeln besaß.

## Geschichte
Für die Errichtung der Kapelle bewilligte der Stadtrat Bad Waldsee am 10. Juni 1973 400 Dachziegel. Die Kapelle selbst wurde im Jahr 1745 erbaut und im 19. Jahrhundert neu ausgestattet.
Die Kapelle, deren Eigentümerin die Stadt Bad Waldsee ist, wurde in den Jahren 2008 und 2009 ehrenamtlich restauriert. Die Stadt Bad Waldsee unterstützte die Restaurierungsarbeiten mit einem Zuschuss von über 2500 Euro.